# (4877) Humboldt
Pour les articles homonymes, voir Humboldt.
(4877) Humboldt est un astéroïde de la ceinture principale.

## Description
(4877) Humboldt est un astéroïde de la ceinture principale. Il fut découvert le 25 septembre 1973 à l'observatoire Palomar par Cornelis Johannes van Houten, Ingrid van Houten-Groeneveld et Tom Gehrels. Il présente une orbite caractérisée par un demi-grand axe de 2,63 UA, une excentricité de 0,13 et une inclinaison de 12,4° par rapport à l'écliptique.

## Nom
Cet astéroïde a été nommé en l'honneur du scientifique Friedrich Heinrich Alexander Freiherr von Humboldt (1769-1859), qui a effectué de longues expéditions en Sibérie et en Amérique du Sud pour étudier la flore et la géologie de chaque région. Sa publication principale était «Kosmos, Entwurf einer physikalischen eltbeschreibung» (ou Cosmos_(Humboldt) (en)).

## Compléments